# Саида (имя)
Саида (араб. سعيدة‎) — женское имя арабского происхождения, в переводе с арабского означает «счастливая», «удачная», «благополучная».
Распространено у многих народов исповедующих ислам.

## Фамилии
- Саидов